# Proteus (dier)
Proteus is een monotypisch geslacht van salamanders uit de familie olmachtigen (Proteidae). De wetenschappelijke naam werd in 1768 gepubliceerd door Josephus Nicolaus Laurenti.
Er is slechts één soort die endemisch is in Europa, en voorkomt in de kalksteengrotten van het karstgebied langs de kust van de Dinarische Alpen.

## Taxonomie
Geslacht Proteus
- Soort Proteus anguinus Laurenti, 1768 – Olm